# دوم فلیسیانو
دوم فلیسیانو (به پرتغالی: Dom Feliciano) یک منطقهٔ مسکونی در برزیل است که در ریو گرانده جنوبی واقع شده‌است. دوم فلیسیانو ۱۵٬۴۸۷ نفر جمعیت دارد.